# Kronološki pregled plivačkih natjecanja

## 1896.
- Olimpijske igre - Atena 1896.

## 1900.
- Olimpijske igre - Pariz 1900.

## 1904.
- Olimpijske igre - St. Louis 1904.

## 1908.
- Olimpijske igre - London 1908.

## 1912.
- Olimpijske igre - Stockholm 1912.

Prvi svjetski rat

## 1920.
- Olimpijske igre - Antwerpen 1920.

## 1924.
- Olimpijske igre - Pariz 1924.

## 1926.
- Europsko prvenstvo u plivanju - Budimpešta 1926.

## 1927.
- Europsko prvenstvo u plivanju - Bologna 1927.

## 1928.
- Olimpijske igre - Amsterdam 1928.

## 1931.
- Europsko prvenstvo u plivanju - Pariz 1931.

## 1932.
- Olimpijske igre - Los Angeles 1932.

## 1934.
- Europsko prvenstvo u plivanju - Magdeburg 1934.

## 1936.
- Olimpijske igre - Berlin 1936.

## 1938.
- Europsko prvenstvo u plivanju - London 1938.

Drugi svjetski rat

## 1947.
- Europsko prvenstvo u plivanju - Monte Carlo 1947.

## 1948.
- Olimpijske igre - London 1948.

## 1950.
- Europsko prvenstvo u plivanju - Beč 1950.

## 1952.
- Olimpijske igre - Helsinki 1952.

## 1954.
- Europsko prvenstvo u plivanju - Torino 1954.

## 1956.
- Olimpijske igre - Melbourne 1956.

## 1958.
- Europsko prvenstvo u plivanju - Budimpešta 1958.

## 1960.
- Olimpijske igre - Rim 1960.

## 1962.
- Europsko prvenstvo u plivanju - Leipzig 1962.

## 1964.
- Olimpijske igre - Tokio 1964.

## 1966.
- Europsko prvenstvo u plivanju - Utrecht 1966.

## 1968.
- Olimpijske igre - Mexico City 1968.

## 1970.
- Europsko prvenstvo u plivanju - Barcelona 1970.

## 1972.
- Olimpijske igre - München 1972.

## 1973.
- Svjetsko prvenstvo u plivanju - Beograd 1973.

## 1974.
- Europsko prvenstvo u plivanju - Beč 1974.

## 1975.
- Svjetsko prvenstvo u plivanju - Cali 1975.

## 1976.
- Olimpijske igre - Montreal 1976.

## 1977.
- Europsko prvenstvo u plivanju - Jönköping 1977.

## 1978.
- Svjetsko prvenstvo u plivanju - Berlin 1978.

## 1980.
- Olimpijske igre - Moskva 1980.

## 1981.
- Europsko prvenstvo u plivanju - Split 1981.

## 1982.
- Svjetsko prvenstvo u plivanju - Guayaquil 1982.

## 1983.
- Europsko prvenstvo u plivanju - Rim 1983.

## 1984.
- Olimpijske igre - Los Angeles 1984.

## 1985.
- Europsko prvenstvo u plivanju - Sofija 1985.

## 1986.
- Svjetsko prvenstvo u plivanju - Madrid 1986.

## 1987.
- Europsko prvenstvo u plivanju - Straßburg 1987.

## 1988.
- Olimpijske igre - Seoul 1988.

## 1989.
- Europsko prvenstvo u plivanju - Bonn 1989.

## 1991.
- Europsko prvenstvo u plivanju - Atena 1991.
- Svjetsko prvenstvo u plivanju - Perth 1991.

## 1992.
- Olimpijske igre - Barcelona 1992.

## 1993.
- Europsko prvenstvo u plivanju - Sheffield 1993.
- Svjetsko prvenstvo u plivanju u kratkim bazenima - Palma de Mallorca 1993.

## 1994.
- Svjetsko prvenstvo u plivanju - Rim 1994.

## 1995.
- Europsko prvenstvo u plivanju - Beč 1995.
- Svjetsko prvenstvo u plivanju u kratkim bazenima - Rio de Janeiro 1995.

## 1996.
- Europsko prvenstvo u plivanju u kratkim bazenima - Rostock 1996.
- Olimpijske igre - Atlanta 1996.

## 1997.
- Europsko prvenstvo u plivanju - Sevilla 1997.
- Svjetsko prvenstvo u plivanju u kratkim bazenima - Göteborg 1997.

## 1998.
- Europsko prvenstvo u plivanju u kratkim bazenima - Sheffield 1998.
- Svjetsko prvenstvo u plivanju - Perth 1998.

## 1999.
- Europsko prvenstvo u plivanju - Istanbul 1999.
- Europsko prvenstvo u plivanju u kratkim bazenima - Lisabon 1999.
- Svjetsko prvenstvo u plivanju u kratkim bazenima - Hongkong 1999.

## 2000.
- Europsko prvenstvo u plivanju - Helsinki 2000.
- Europsko prvenstvo u plivanju u kratkim bazenima - Valencija 2000.
- Svjetsko prvenstvo u plivanju u kratkim bazenima - Atena 2000.
- Olimpijske igre - Sydney 2000.

## 2001.
- Europsko prvenstvo u plivanju u kratkim bazenima - Antwerpen 2001.
- Svjetsko prvenstvo u plivanju - Fukuoka 2001.

## 2002.
- Europsko prvenstvo u plivanju - Berlin 2002.
- Europsko prvenstvo u plivanju u kratkim bazenima - Riesa 2002.
- Svjetsko prvenstvo u plivanju u kratkim bazenima - Moskva 2002.

## 2003.
- Europsko prvenstvo u plivanju u kratkim bazenima - Dublin 2003.
- Svjetsko prvenstvo u plivanju - Barcelona 2003.

## 2004.
- Europsko prvenstvo u plivanju - Madrid 2004.
- Europsko prvenstvo u plivanju u kratkim bazenima - Beč 2004.
- Svjetsko prvenstvo u plivanju u kratkim bazenima - Indianapolis 2004.
- Olimpijske igre - Atena 2004.

## 2005.
- Europsko prvenstvo u plivanju u kratkim bazenima - Trst 2005.
- Svjetsko prvenstvo u plivanju - Montreal 2005.

## 2006.
- Europsko prvenstvo u plivanju - Budimpešta 2006.
- Europsko prvenstvo u plivanju u kratkim bazenima - Helsinki 2006.
- Svjetsko prvenstvo u plivanju u kratkim bazenima - Šangaj 2006.

## 2007.
- Europsko prvenstvo u plivanju u kratkim bazenima - Debrecin 2007.
- Svjetsko prvenstvo u plivanju - Melbourne 2007.

## 2008.
- Europsko prvenstvo u plivanju - Eindhoven 2008.
- Europsko prvenstvo u plivanju u kratkim bazenima - Rijeka 2008.
- Svjetsko prvenstvo u plivanju u kratkim bazenima - Manchester 2008.
- Olimpijske igre - Peking 2008.

## 2009.
- Europsko prvenstvo u plivanju u kratkim bazenima - Istanbul 2009.
- Svjetsko prvenstvo u plivanju - Rim 2009.

## 2010.
- Svjetsko prvenstvo u plivanju u kratkim bazenima - Dubai 2010.

## 2011.
- Svjetsko prvenstvo u plivanju - Šangaj 2011.

## 2012.
- Svjetsko prvenstvo u plivanju u kratkim bazenima - Istanbul 2012.
- Olimpijske igre - London 2012.

## 2013.
- Svjetsko prvenstvo u plivanju - Barcelona 2013.